# 盧奕
盧奕（？—755年），又作盧弈，滑州灵昌（今河南滑县西南）人，祖籍范阳郡涿县，出自范阳卢氏北祖第三房,，宰相卢怀慎之子，唐朝官员，安史之乱时，守卫洛陽，被擒杀。其子盧杞在唐德宗时担任宰相。
盧奕和兄长盧奐齐名。眉目疏朗，腹大丰满、寡欲意志坚強，不喜欢车马。開元年間，担任京兆司录参軍，天宝初年，担任鄠县令、兵部郎中。任官有良好名声，治績不逊于父兄。
天宝八載（749年），就任給事中。天宝十一載（752年），担任御史中丞。就任父亲卢怀慎、兄长盧奐曾经担任的御史中丞，清廉節操不改，時人非常称道。随后後，到洛陽赴任，兼武部選事。
天宝十四載（755年），安史之乱爆发，攻打洛陽。洛陽陷落，盧奕让妻儿带着官印，从小路逃往長安。之後，穿着朝服，坐在御史台，等待叛军前来。遇害之时，历数安禄山的罪状，被杀之前執行向西朝着长安再拜辞别，一直骂贼不停，安禄山党羽为之变色。河南尹達奚珣投降，李憕、蒋清和盧奕一起遇害。
唐肃宗为他贈官礼部尚書，谥号「貞烈」。卢奕的首级被安禄山派人送到平原郡，脸上全是血迹。平原令颜真卿不忍心用衣服去擦拭，都是亲自用舌头把上面的血迹舔干净。但是后来卢奕的儿子盧杞陷害颜真卿，让颜真卿出使淮西李希烈，颜真卿最后被李希烈杀死。

## 延伸阅读
[在维基数据编辑]
 《舊唐書·卷187下》，出自刘昫《舊唐書》